# Wilfried Huber
Pour les articles homonymes, voir Huber.
Wilfried Huber, né le 15 novembre 1970 à Brunico, dans la province autonome de Bolzano, dans le Trentin-Haut-Adige, est un ancien lugeur italien.

## Biographie
Issu d'une famille sportive (son frère Norbert Huber est médaillé olympique en luge biplace, Arnold Huber est champion du monde de luge et Günther Huber est champion olympique de bob à 2), Wilfried Huber pratique la luge depuis 1985.
Il est plus connu pour ses performances en luge biplace aux côtés de Kurt Brugger avec qui il remporte le titre olympique en 1994 à Lillehammer, toutefois il s'est aussi aligné en luge monoplace avec succès puisqu'il a terminé à la troisième place du classement général de la coupe du monde en 1997.
Wilfried Huber a participé à six Jeux olympiques d'hiver d'affilée (en biplace en 1988, 1992, 1994, 1998 et en monoplace en 2002 et 2006), seul le Japonais Seiko Hashimoto (patinage de vitesse et cyclisme) fait mieux avec sept participations. En course pour une septième qualification aux olympiades, l'entraîneur de l'équipe d'Italie ne le retient pas.

## Palmarès
Le tableau ci-dessous est incomplet.
| Compétitions / Année    | Compétitions / Année | 1988 | 1989 | 1990 | 1991 | 1992 | 1993 | 1994 | 1995 | 1996 | 1997 | 1998 | 1999 | 2000 | 2001 | 2002 | 2003 | 2004 | 2005 | 2006 | 2007 | 2008 | 2009 |
| ----------------------- | -------------------- | ---- | ---- | ---- | ---- | ---- | ---- | ---- | ---- | ---- | ---- | ---- | ---- | ---- | ---- | ---- | ---- | ---- | ---- | ---- | ---- | ---- | ---- |
| Jeux olympiques d'hiver | Ind.                 |      |      |      |      |      |      |      |      |      |      |      |      |      |      | 9e   |      |      |      | 10e  |      |      |      |
| Jeux olympiques d'hiver | Double               | 7e   |      |      |      | 5e   |      | 1er  |      |      |      | 5e   |      |      |      |      |      |      |      |      |      |      |      |
| Championnats du monde   | Ind.                 |      |      |      |      |      | 3e   |      |      |      |      |      | 11e  | 9e   | 7e   |      | 8e   | 8e   | 13e  |      | 10e  | 16e  | 15e  |
| Championnats du monde   | Double               |      |      | 2e   |      |      | 3e   |      | 3e   |      |      |      |      |      |      |      |      |      |      |      |      |      |      |
| Championnats du monde   | Mixte                |      |      |      |      |      |      |      | 2e   | 3e   | 3e   |      |      |      |      |      |      |      |      |      |      |      |      |
| Coupe du monde          | Ind.                 |      |      |      |      |      |      |      |      |      | 3e   |      |      | 7e   | 6e   | 9e   | 8e   | 10e  |      | 9e   | 14e  | 15e  | 16e  |
| Coupe du monde          | Double               |      |      | 2e   | 3e   |      | 2e   |      | 2e   |      |      | 2e   |      |      |      |      |      |      |      |      |      |      |      |